# Грабарівка (Лубенський район)
Гра́барівка — село в Україні, у Пирятинській міській громаді Лубенського району Полтавської області. Населення становить 630 осіб. Колишній орган місцевого самоврядування — Грабарівська сільська рада.

## Географія
Село Грабарівка знаходиться на правому березі річки Руда, вище за течією на відстані 3,5 км розташоване село Бубнівщина (Прилуцький район), нижче за течією на відстані 7 км розташоване село Сасинівка, на протилежному березі — село Давидівка (там же знаходиться залізнична станція Грабарівка).А також межує з селом Вечірки. По селу протікає пересихаючий струмок з загатою.

## Історія
12 червня 2020 року, відповідно до розпорядження Кабінету Міністрів України № 721-р «Про визначення адміністративних центрів та затвердження територій територіальних громад Полтавської області», село увійшло до складу Пирятинської міської громади.
19 липня 2020 року, в результаті адміністративно - територіальної реформи та ліквідації Питятинського району, село увійшло до складу новоутвореного Лубенського району.

## Економіка
- ТОВ «Руда».
- ПП «Єдність».

## Об'єкти соціальної сфери
- Школа.
- Будинок культури.
- Дитячий садок.

## Населення
Згідно з переписом УРСР 1989 року чисельність наявного населення села становила 851 особа, з яких 282 чоловіки та 569 жінок.
За переписом населення України 2001 року в селі мешкало 625 осіб.

### Мова
Розподіл населення за рідною мовою за даними перепису 2001 року:
| Мова       | Відсоток |
| ---------- | -------- |
| українська | 98,10 %  |
| російська  | 1,75 %   |
| молдовська | 0,16 %   |

## Відомі люди

### Народились
- Гриценко Павло Пилипович — інженер, міністр місцевої промисловості Української РСР. Депутат Верховної Ради УРСР 3-4-го скликань. Кандидат в члени ЦК КПУ у 1952 — 1960 р. Кандидат економічних наук.
- Гулей Анастасія Василівна (* 1925) — голова Української організації борців антифашистського опору, колишня ув'язнена нацистських концтаборів Аушвіц, Бухенвальд та Берген-Бельзен.
- Левченко Григорій Семенович — український хоровий диригент, композитор і педагог, заслужений діяч мистецтв України, професор ПНПУ ім. В. Г. Короленка. Засновник та керівник українського народного хору «Калина».
- Рознатовський Дмитро Іванович — український оперний співак (баритон).